# Bình Long
Bình Long là một thị xã thuộc tỉnh Bình Phước, Việt Nam.
Hiện nay, thị xã Bình Long giữ vai trò là trung tâm chính trị – văn hoá – giáo dục phía tây của tỉnh và là 1 trong 4 đô thị trọng điểm của tỉnh cùng với thành phố Đồng Xoài, thị xã Phước Long và thị xã Chơn Thành.

## Địa lý
Thị xã Bình Long nằm ở phía tây của tỉnh Bình Phước, nằm cách thành phố Đồng Xoài khoảng 47 km, cách trung tâm Thành phố Hồ Chí Minh khoảng 110 km, cách cửa khẩu quốc tế Hoa Lư khoảng 41 km, có vị trí địa lý:
- Phía bắc giáp huyện Lộc Ninh
- Các phía còn lại giáp huyện Hớn Quản.

Thị xã Bình Long được thành lập vào ngày 11 tháng 8 năm 2009 theo nghị quyết số 35/NQ-CP của Chính phủ Việt Nam. Thị xã hiện đang là đô thị loại IV.
Độ cao trung bình toàn thị xã Bình Long đạt từ 95m đến 170m so với mực nước biển, toàn bộ thị xã nằm trên hệ phun trào macma xâm thực Kanozoi thuộc kỷ Đệ Tứ (giống với huyện Lộc Ninh và thị xã Phước Long), tạo nên một dải đất đỏ bazan màu mỡ phù hợp trồng cây ăn quả và cây công nghiệp lâu năm.

## Lịch sử
Thị xã Bình Long trước năm 1956 là một phần của quận Hớn Quản, tỉnh Thủ Dầu Một.
Ngày 22 tháng 10 năm 1956, chính phủ Việt Nam Cộng hòa chia tỉnh Thủ Dầu Một chia thành 3 tỉnh: Bình Dương, Bình Long, Phước Long (có thêm phần đất của tỉnh Biên Hòa). Thị xã Bình Long khi đó có tên là An Lộc là tỉnh lỵ tỉnh Bình Long, về mặt hành chính thuộc xã Tân Lập Phú, quận An Lộc.
Sau ngày đất nước thống nhất, trào lưu hợp nhất các tỉnh diễn ra khắp cả nước, thị xã An Lộc bị giải thể, xã An Lộc đóng vai trò huyện lỵ của huyện Bình Long, tỉnh Sông Bé trong giai đoạn 1975 - 1994.
Ngày 1 tháng 8 năm 1994, xã An Lộc được chuyển thành thị trấn An Lộc. Thị trấn An Lộc chính là tiền thân của thị xã Bình Long ngày nay.
Ngày 26 tháng 12 năm 1997, thành lập 2 xã: An Phú và Thanh Phú trên cơ sở một phần diện tích và dân số của thị trấn An Lộc và xã Thanh Lương.
Ngày 11 tháng 8 năm 2009, Chính phủ ban hành nghị quyết số 35/NQ-CP về việc thành lập thị xã Bình Long và các phường thuộc thị xã Bình Long, tỉnh Bình Phước. Theo đó:
- Thành lập thị xã Bình Long trên cơ sở toàn bộ diện tích và dân số của thị trấn An Lộc và 2 xã: Thanh Phú, Thanh Lương; 1.468,40 ha diện tích tự nhiên và 7.072 người của xã An Phú; 1.601,32 ha diện tích tự nhiên và 5.222 người của xã Thanh Bình thuộc huyện Bình Long
- Thành lập phường An Lộc trên cơ sở 167,82 ha diện tích tự nhiên và 5.100 người của thị trấn An Lộc; 862,22 ha diện tích tự nhiên và 3.499 người của xã An Phú
- Thành lập phường Hưng Chiến trên cơ sở 113,61 ha diện tích tự nhiên và 4.320 người của thị trấn An Lộc; 606,18 ha diện tích tự nhiên và 3.573 người của xã An Phú; 1.601,32 ha diện tích tự nhiên và 5.222 người của xã Thanh Bình
- Thành lập phường Phú Thịnh trên cơ sở 393,61 ha diện tích tự nhiên và 6.320 người của thị trấn An Lộc
- Thành lập phường Phú Đức trên cơ sở 403,62 ha diện tích tự nhiên và 4.584 người còn lại của thị trấn An Lộc
- Đổi tên phần còn lại của huyện Bình Long thành huyện Hớn Quản.

Sau khi thành lập, thị xã Bình Long có 12.628,56 ha diện tích tự nhiên và 57.590 người với 6 đơn vị hành chính trực thuộc, gồm 4 phường và 2 xã.

## Hành chính
Thị xã Bình Long có 6 đơn vị hành chính cấp xã trực thuộc, bao gồm 4 phường: An Lộc, Hưng Chiến, Phú Đức, Phú Thịnh và 2 xã: Thanh Lương, Thanh Phú.
| Đơn vị hành chính cấp xã  | Phường An Lộc | Phường Hưng Chiến | Phường Phú Đức | Phường Phú Thịnh | Xã Thanh Phú | Xã Thanh Lương |
| ------------------------- | ------------- | ----------------- | -------------- | ---------------- | ------------ | -------------- |
| Diện tích (km²)           | 8,73          | 24,87             | 4,04           | 3,94             | 32,21        | 52,58          |
| Dân số 2022 (người)       | 18.189        | 14.459            | 8.933          | 7.639            | 10.993       | 14.237         |
| Mật độ dân số (người/km²) | 2.083         | 581               | 2.211          | 1.938            | 338          | 270            |

## Kinh tế
Năm 2020, trong bối cảnh diễn biến phức tạp của dịch bệnh Covid-19, Thị ủy, UBND thị xã Bình Long đã tập trung lãnh đạo, chỉ đạo thực hiện ước đạt và vượt 19/25 chỉ tiêu chủ yếu. Trong đó, thu ngân sách 10 tháng được hơn 249 tỷ đồng, đạt trên 72% dự toán điều chỉnh tỉnh giao, ước cả năm đạt trên 368 tỷ đồng, vượt 6,7% dự toán. Chi ngân sách ước đạt hơn 449 tỷ đồng, bằng 100% dự toán được giao.

## Giao thông
Mạng lưới giao thông từ trung tâm thị xã đến tất cả các trung tâm phường, xã được nhựa hóa 100%. Đặc biệt, thị xã Bình Long có tuyến quốc lộ 13 chạy qua từ Bình Dương đến Lộc Ninh cùng nhiều tuyến đường nội thị gắn với các trục giao thông chính tạo thành mạng lưới giao thông thuận lợi. Tương lai có tuyến đường sắt xuyên Á (Dĩ An – Lộc Ninh – Campuchia) qua địa bàn thị xã dài 15,5 km. Từ thị xã Bình Long có thể đi lại, vận chuyển hàng hóa đến tất cả các vùng kinh tế trong cả nước, đây chính là điều kiện cho phép đẩy nhanh quá trình mở cửa, hòa nhập với sự phát triển kinh tế bên ngoài. Thị xã Bình Long có vị trí địa lý, vị trí kinh tế, chính trị, quốc phòng quan trọng của tỉnh Bình Phước; là cửa ngõ giao lưu giữa vùng đồng bằng với Tây Nguyên, giữa vùng kinh tế trọng điểm phía Nam với nước bạn Campuchia.

### Các tuyến chính
- QL13 đi qua các phường, xã (An Lộc, Hưng Chiến, Phú Đức, Phú Thịnh và 2 xã Thanh Phú, Thanh Lương)
- ĐT752 đi qua phường (Hưng Chiến, An Lộc)
- ĐT757 đi qua xã (Thanh Lương)
- ĐT758 đi qua (Phú Đức, Phú Thịnh)

### Các tuyến đường địa phương
- Phường An Lộc: Đoàn Thị Điểm, Ngô Quyền, Bùi Thị Xuân, Lê Văn Tám, Hàm Nghi, Đinh Tiên Hoàng, Phan Bội Châu, Lê Quý Đôn, Phạm Ngọc Thạch, Lê Lợi, Trừ Văn Thố, Thủ Khoa Huân, Trần Phú, Lý Tự Trọng, Tú Xương, Trần Thánh Tôn.
- Phường Hưng Chiến: Lê Hồng Phong, Lê Đại Hành, Nguyễn Văn Trỗi, Nguyễn Trãi, Nguyễn Chí Thanh,Trần Quang Khải, Cao Bá Quát, Sư Vạn Hạnh, Lê Quang Định, Nguyễn Đình Chiểu, Trần Quốc Thảo, Trần Tế Xương, Hải Thượng Lãn Ông.
- Phường Phú Đức: Lý Thường Kiệt, Lê Thị Hồng Gấm, Nguyễn Du, Nguyễn Trung Trực, Huỳnh Văn Nghệ, Nguyễn Đức Cảnh, Nguyễn Thị Minh Khai
- Phường Phú Thịnh: Hồ Xuân Hương, Chu Văn An, Hùng Vương, Trần Hưng Đạo, Nơ Trang Long, Bà Triệu, Hai Bà Trưng, Hồ Tùng Mậu, Nguyễn Huệ, Huỳnh Thúc Kháng, Nguyễn Thái Học nối dài, Sóc Bế.

### Một số tuyến đã được nâng cấp và sẽ được hình thành mới
• Đường Hai Bà Trung nối dài (phường Phú Thịnh)
• Đường Nguyễn Thái Học nối dài (phường Phú Thịnh và xã Thanh Phú) đang trong giai đoạn nâng cấp.
• Đường Nguyễn Du (phường Phú Đức, Phú Thịnh) đang trong giai đoạn nâng cấp.
• Đường Huỳnh Văn Nghệ (phường Phú Đức) đang trong giai đoạn nâng cấp.
• Đường Ngô Quyền (phường An Lộc) đang trong giai đoạn nâng cấp.
• Mở rộng QL13 đoạn xã Thanh Lương đến đoạn ngã ba Chiu Riu huyện Hớn Quản (danh mục đầu tư).
• Xây dựng ĐT752 - Phan Bội Châu (phường An Lộc, Hưng Chiến) chiều dài hơn 5 km, tổng số vốn đầu tư 2 giai đoạn hơn 160 tỷ đồng. Đã hoàn thành.
• Xây dựng đường Lê Đại Hành nối dài (phường Phú Đức).
• Xây dựng PDT9 đoạn từ ngã ba Sóc Phú Bổn đến giáp TDT7 (phường Phú Đức).
• Mở rộng ĐT758 từ Bình Long đi Thuận Phú đến QL14 (phường Phú Đức, Phú Thịnh).
• Mở rộng đường KP Phú Xuân, phường Phú Thịnh.
• Xây dựng đường Nguyễn Văn Trỗi kết nối huyện Hớn Quản ( đoạn từ ngã 3 Đoàn Thị Điểm đến ranh huyện Hớn Quản) phường Hưng Chiến.
• Xây dựng đường Đoàn Thị Điểm kết nối trung tâm hành chính thị xã (phường Hưng Chiến).
• Láng nhựa đường Trần Quang Khải nối dài (phường Hưng Chiến).
• Xây dựng đường HCT3 kết nối huyện Hớn Quản (phường Hưng Chiến).
```
• Láng nhựa đường tổ 3, ấp Bình Ninh 1 phường Hưng Chiến.
```

• Xây dựng đường liên xã Hưng Chiến - Thanh Lương quy mô bề rộng 45m đi qua các phường xã (An Lộc, Hưng Chiến, Thanh Phú và Thanh Lương).
• Xây dựng đường vành đai thị xã quy mô bề rộng 72m đi qua các phường xã (Hưng Chiến, An Lộc, Thanh Phú).
• Láng nhựa đường tổ 6, ấp Thanh Tuấn đi cầu Ba Tặng. Đoạn ĐT757 đi Lộc Ninh (xã Thanh Phú).
• Mở rộng tuyến đường giữa lô cao su nhà nước với các hộ dân tại ấp Thanh Hà (xã Thanh Phú).
• Mở rộng tuyến đường giữa lô cao su nhà nước với các hộ dân tại ấp Thanh Thủy (xã Thanh Phú).
• Mở rộng tuyến đường giữa lô cao su nhà nước với các hộ dân tại ấp Thanh Sơn (xã Thanh Phú).
• Mở rộng tuyến đường giữa lô cao su nhà nước với các hộ dân tại ấp Sóc Bế (xã Thanh Phú).
• Mở rộng tuyến đường giữa lô cao su nhà nước với các hộ dân tại ấp Sóc Bưng (xã Thanh Phú).
• Mở rộng, nâng cấp đường Thanh Xuân - Thanh Sơn 2 km (xã Thanh Phú).
• Nâng cấp, mở rộng TPT31 từ QL13 đi ấp Vườn Rau (xã Thanh Phú).
• Nâng cấp, mở rộng TPT30 từ QL13 đến địa giới phường An Lộc (xã Thanh Phú).
• Xây dựng mới đường vào cụm công nghiệp Thanh Phú.
• Láng nhựa tuyến đường từ đập tràn tổ 8 ấp Thanh Thiện đi nghĩa trang ấp Thanh Thiện (xã Thanh Lương).
• XD đường bê tông từ ấp Thanh Kiều đi tổ 5, ấp Thanh Bình (xã Thanh Lương).
• Láng nhựa đường tổ 9, KP. Phú Xuân (phường Phú Thịnh).
• Láng nhựa đường thuộc tổ 3, 4, Xa Cam 2 (phường Hưng Chiến).

## Hạ tầng
Các khu đô thị và khu dân cư đã và đang đầu tư trên địa bàn TX Bình Long như:
• KDC phía Tây thị xã (phường An Lộc, Hưng Chiến) quy mô 15ha.
• KDC dọc bên Trần Hưng Đạo (phường Phú Đức, Thịnh) quy mô 5,51ha.
• KDC Thanh Bình (phường Hưng Chiến) quy mô 27,07ha.
• KDC Vành đai hồ Sa Cát (phường Hưng Chiến) quy mô 0,50ha.
• KDT mới Nam An Lộc (phường Hưng Chiến) quy mô 94,36ha.
• KDC Hưng Phú (phường Hưng Chiến) quy mô 11ha.
• KDC ĐT752 (phường An Lộc) quy mô 15ha.
• KDC cụm NN Thanh Phú (xã Thanh Phú) quy mô 6ha.
• Khu làm việc & KDC cán bộ CNV Hưng Chiến quy mô 5,40ha.
• KDC Hưng Mai phường Hưng Chiến quy mô 15,39ha
• KDC Đại Tân (xã Thanh Luong) quy mô 25,13ha.
• Khu TM xã Thanh Phú quy mô 6,43ha.
• Khu TM xã Thanh Lương do Cty CP đầu tư TC Bình Phước quy mô 0,96ha.

### KCN, Cụm CN
Theo quy hoạch CN và cụm CN tỉnh Bình Phước. Diện tích quy hoạch cụm CN thị xã có 210ha và 1 phần diện tích của khu công nghiệp Việt Kiều. Sau năm 2025 thị xã có 1 KCN và 3 cụm công nghiệp
• Khu CN Việt Kiều (phường Hưng Chiến, xã Thanh Bình huyện Hớn Quản) quy mô 108ha
• Cụm CN Hưng Chiến 2 quy mô 70ha (phường Hưng Chiến).
• Cụm CN Thanh Phú 1 quy mô 60ha (xã Thanh Phú).
• Cụm CN Thanh Phú 2 quy mô 75ha.
Ngoài ra thị xã điều chỉnh Cụm CN Nhà Máy Xi Măng Hà Tiên thành Nhà máy Xi Măng Hà Tiên với tổng diện tích 70ha
Và hình thành các nhà máy điện mặt trời như nhà máy điện mặt trời Thanh Lương và Sunrise quy mô 2 khu nhà máy quy mô 140ha.

## Giáo dục
Hiện nay trên địa bàn thị xã có 24 trường học các cấp với gần 15.000 học sinh
Trong đó có 5 trường mầm non công lập và ngoài công lập gồm:
• Trường Mầm Non Hướng Dương
• Trường Mầm Non Khai Tâm
• Trường Mầm Non Thanh Phú
• Trường Mầm Non Thanh Lương
Các trường tiểu học có 9 trường gồm:
• Trường TH An Lộc A
• Trường TH An Lộc B
• Trường TH An Phú
• Trường TH Võ Thị Sáu
• Trường TH Thanh Phú A
• Trường TH Thanh Lương
• Trường TH Khu phố Đông Phất
• Trường TH Thanh Lương B
• Trường TH Thanh Lương ( điểm trường Thanh Hải )
Các trường THCS thị xã có 5 trường gồm:
• Trường THCS An Lộc
• Trường THCS An Lộc B
• Trường THCS An Phú
• Trường THCS Thanh Phú
• Trường THCS Thanh Lương
Các trường THPT và Giáo dục nghề nghiệp thị xã có 5 điểm trường
• Trường THPT Bình Long
• Trường THPT Nguyễn Huệ
• Trường THPT Dân tộc nội trú Bình Long
• Trung tâm Giáo dục thường xuyên Bình Long
• Trung tâm dạy nghề & Giáo dục thường xuyên Bình Long
• Trường THPT Chuyên Bình Long

### Định hướng
• Hiện nay trên cơ sở quy hoạch mới trường THPT Bình Long (Điểm trường THPT Nguyễn Huệ được sáp nhập vào trường THPT Bình Long), trường mới được xây dựng tại Nguyễn Văn Trỗi.
• Hình thành xây mới trường TH Thanh Bình và trường Phổ Thông, Dạy Nghề ở khu trung tâm hành chính mới thị xã Bình Long

## Y tế

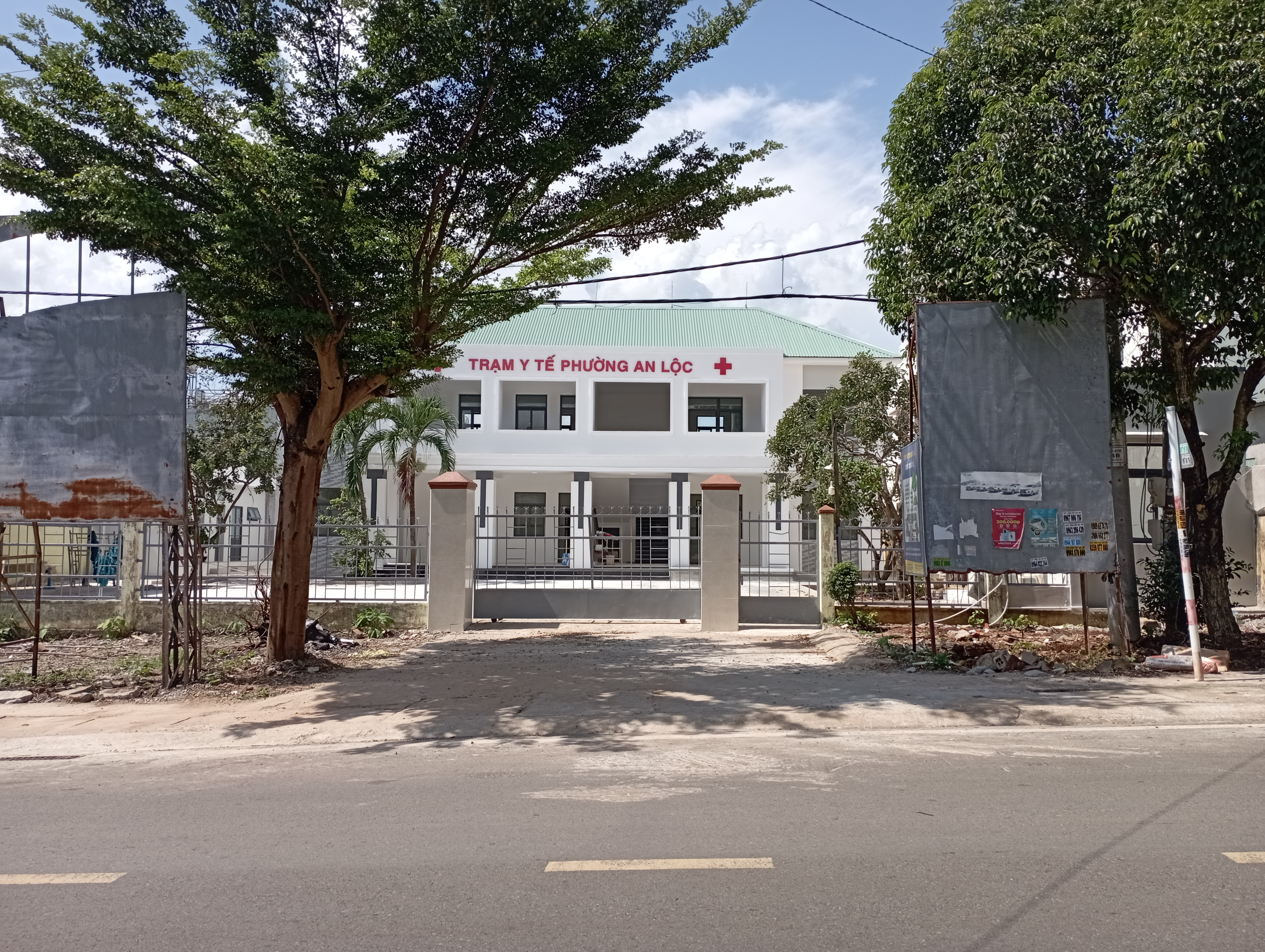
thế =Trạm y tế phường An Lộc

Hiện nay trên địa bàn thị xã có 2 bệnh viện đa khoa, 1 trung tâm y tế, 6 trạm y tế xã/phường và 6 phòng khám đa khoa. Mạng lưới y tế đủ đáp ứng cho nhu cầu nhân dân thị xã và các huyện lân cận
• Bệnh viện đa khoa Cao su Bình Long 
(Trần Hưng Đạo, phường Phú Đức ).
• Bệnh viện đa khoa thị xã Bình Long
( Ngô Quyền, phường An Lộc ).
• Trung tâm y tế thị xã Bình Long
( Phan Bội Châu, phường An Lộc ).
• Trạm y tế An Lộc ( Đ.Trừ Văn Thố).
• Trạm y tế Hưng Chiến ( Đ. Phan Bội Châu).
• Trạm y tế Phú Thịnh (Đ. Bà Triệu)
• Trạm y tế Phú Đức
• Trạm y tế Thanh Phú & Trạm y tế Thanh Lương (QL13 - Nguyễn Huệ)

### Định hướng
Giai đoạn 2025 mở rộng trung tâm y tế thị xã Bình Long lên 250 giường và giai đoạn 2030 nâng cấp thành bệnh viện đa khoa hạng 2 khu vực phía Tây tỉnh với quy mô 300 giường.
Ngoài ra hình thành kêu gọi 1 tuyến bệnh viện đa khoa tư nhân quy mô 150 giường theo quy hoạch của tỉnh.

## Hình ảnh

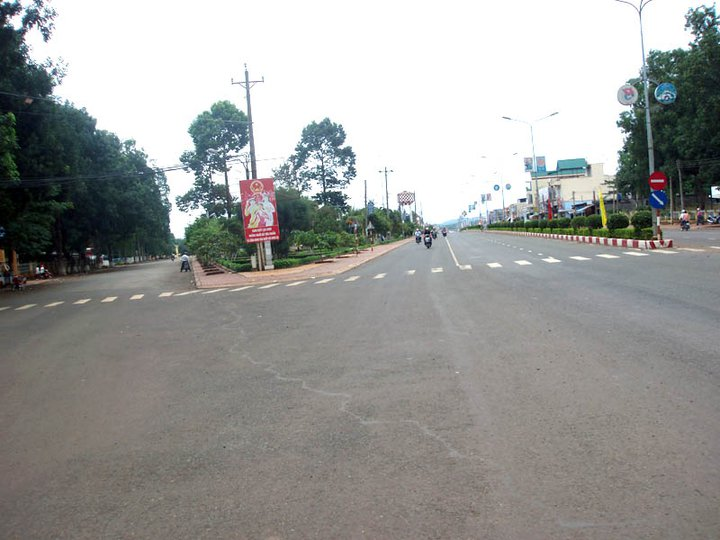
Một góc thị xã Bình Long
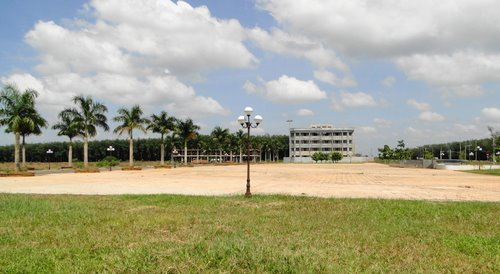
Trung tâm Thương mại thị xã Bình Long
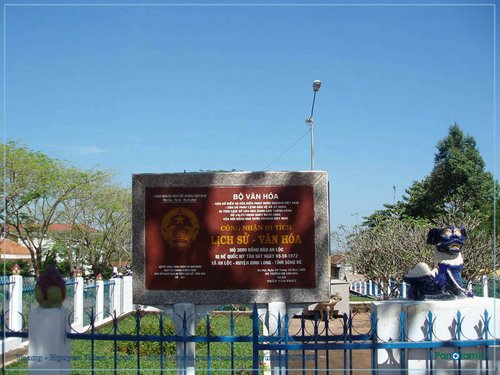
Mộ 3000 Người
Tháp Nước - Quốc lộ 13Tháp Nước - Quốc lộ 13
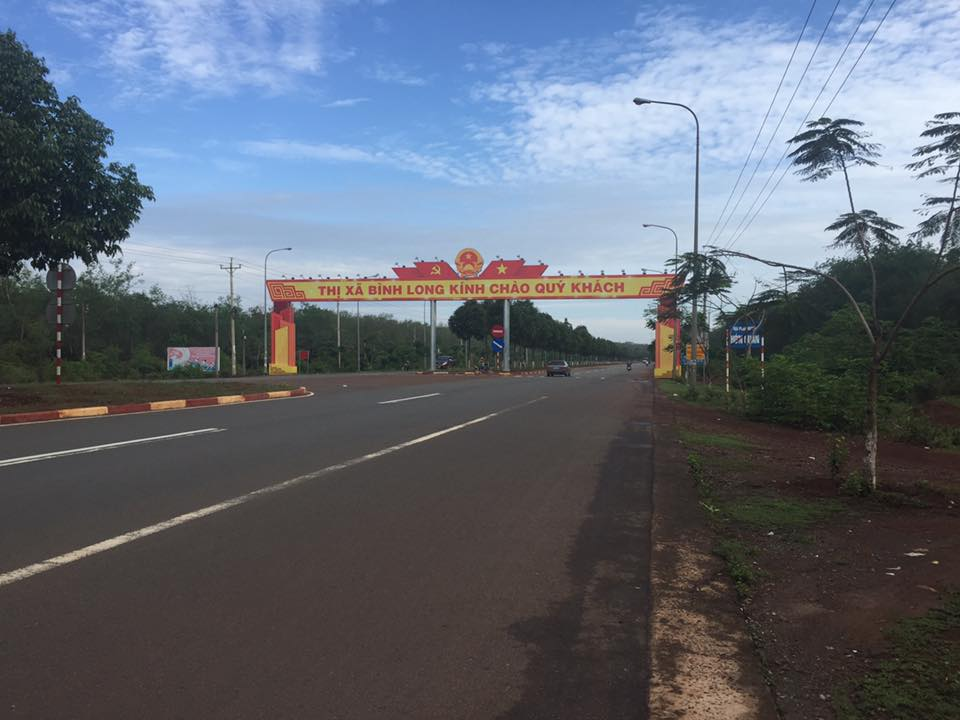
Cổng chào thị xã Bình Long